# Jacobus Leveck
Jacobus Leveck (Dordrecht, 1634 - Dordrecht, 1675) va ser un pintor neerlandès, alumne de Rembrandt.

## Biografia
D'acord amb Arnold Houbraken, que va ser el seu alumne durant els últims nou mesos de la seva vida, Leveck havia tingut per mestre a Rembrandt, i havia heretat una gran suma de diners quan els seus pares van morir, acostumava a tenir cura de les seves dues germanes solteres i una germanastra cega com de si mateix. Houbraken no podia recordar gran part del seu estil de pintura, ja que quan hi havia estat com a deixeble amb ell a casa seva, la majoria del temps estava malalt i no pintava activament. En els seus anys més joves Leveck va viatjar a París i Sedan, on va pintar retrats, i al seu retorn a Dordrecht es va convertir en un pintor de retrats a la manera de Jan de Baen.
Quan va morir Leveck, Houbraken va heretar del seu mestre, un terç dels seus gravats, però va lamentar que com encara era molt jove i amb poca experiència en la matèria, només va escollir gravats de Lucas van Leyden i Albert Dürer, i havia deixat els de francesos per a altres, així i tot estava molt content que n'havia escollit un de Charles Le Brun.

## Obres

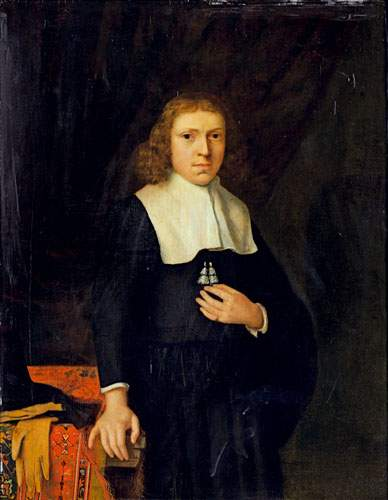
Retrat d'un gentleman
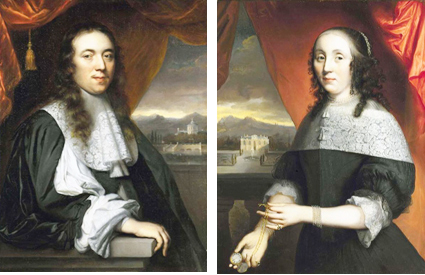
Retrats de noces d'Adriaen Braets i la seva dona Maria van der Graeff.
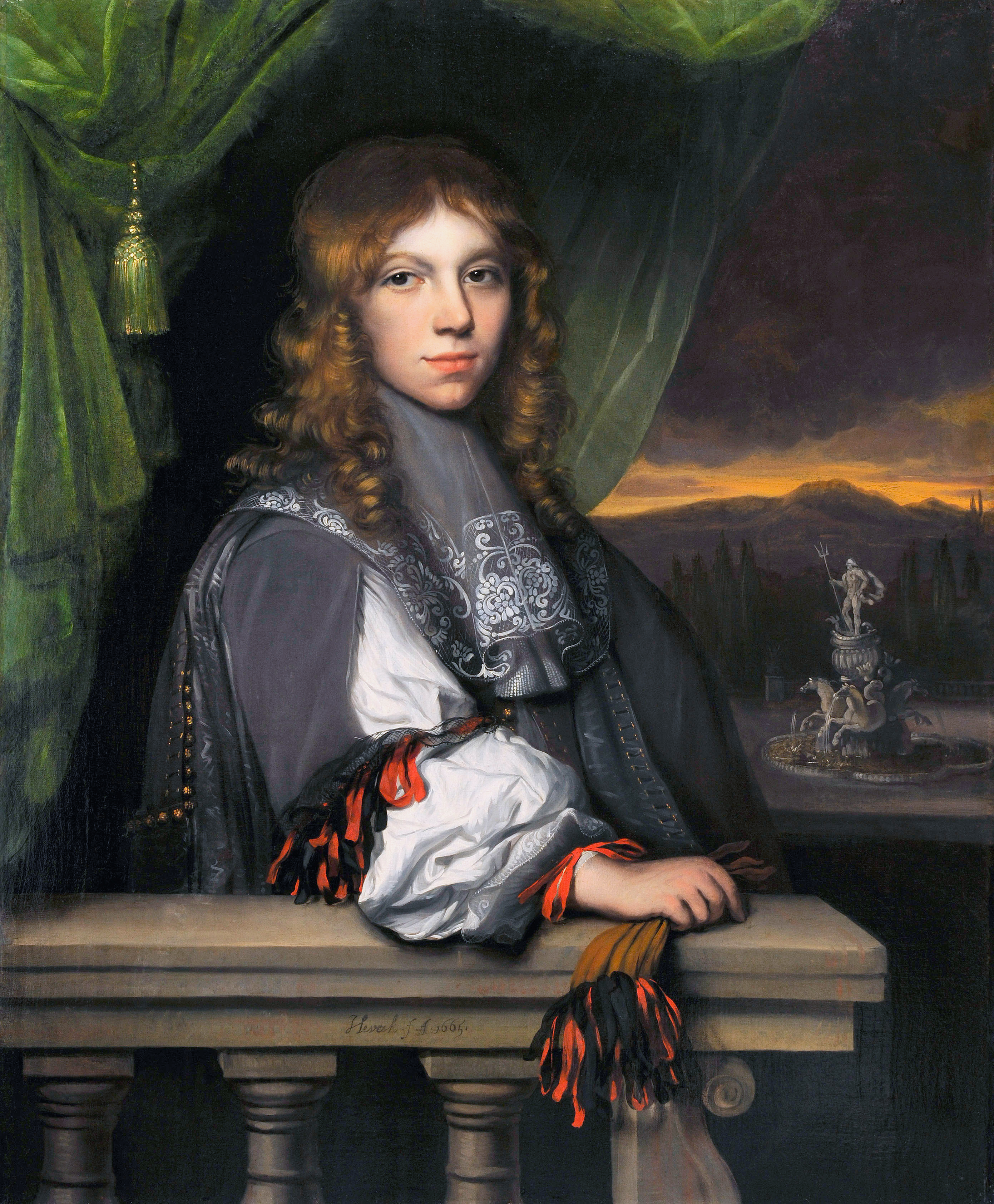
Retrat de Mattheus van den Broucke